# Batalla de Marcianópolis
La Batalla de Marcianópolis fue un enfrentamiento militar librado en el año 376 en el marco de la Guerra Gótica (376-382), que a su vez es parte de la migración de los godos. En esta batalla se enfrentaron contingentes de varias tribus germánicas contra los ejércitos romanos orientales encargados de la defensa de la provincia de Tracia.
El combate fue el primero de importancia durante aquella guerra y finalizó con la victoria de los bárbaros. Esto se debió a que los germanos rompieron las líneas de sus enemigos en la primera carga, producto de aquello la mayoría de los combatientes romanos murió en batalla. Lupicino consiguió escapar al galope y se refugió tras los muros de Marcianópolis; Fritigerno uso las armas de sus enemigos caídos para armar más guerreros y extender su revuelta. 